# Архимандрит Михаило (Биковић)
Михаило Биковић (Београд, 5. март 1972) српски је православни теолог, архимандрит Српске православне цркве и игуман манастира Јовање.

## Биографија
Као дечак се често селио са породицом, најпре у Немачку, а касније у Сарајеву, где је његова мајка добила посао као дефектолог. У Београд су се доселили 1986. године и ту се, две године касније, родио његов млађи брат Милош Биковић, када је Михаило имао 15 година. Убрзо су се њихови родитељи развели, али су наставили да се виђају и са оцем који их је напустио.
Приликом једног туристичког одласка у Трст, сасвим случајно и непланирано је обишао тамошњу српску цркву Светог Спиридона. Присуствовао је служби у цркви и одлучио да по повратку у Београд оде у Саборну цркву на службу. Студије на Православном богословском факултету је уписао 1993. године, а после неколико испита је отишао и упознао старца Тадеја. Он га је упутио да пита родитеље да ли је за брак или монаштво, а када је добио очев благослов, одлучио је да га прими као искушеника.
У октобру 2007. године, долази у манастир Јовања. Повремено држи беседе о теолошким и другим духовним питањима.